# Choriactis subantarctica
Choriactis subantarctica is een zeeanemonensoort uit de familie Sagartiidae.
Choriactis subantarctica is voor het eerst wetenschappelijk beschreven door Pax in 1922.